# 鉄道敷設法別表第134号
鉄道敷設法別表第134号（てつどうふせつほうべっぴょうだい134ごう）は、1922年（大正11年）4月11日に公布・施行された「鉄道敷設法」（大正11年法律第37号）別表に定められていた条文の一つ。

## 原文
- 胆振国鵡川ヨリ石狩国金山ニ至ル鉄道及「ペンケオロオツプナイ」附近ヨリ分岐シテ石狩国登川ニ至ル鉄道

## 現在の地名・地区名での表記
- 北海道勇払郡むかわ町鵡川地区（胆振支庁管内）より北海道空知郡南富良野町金山地区（上川支庁管内）に至る鉄道 及び北海道むかわ町福山地区（胆振支庁管内）付近より分岐して北海道夕張市登川地区（空知支庁管内）に至る鉄道

## 開業区間
- 省営鉄道富内線
  - 沼ノ端 - 豊城間24.1km
- 日本国有鉄道富内線
  - 鵡川 - 豊城 – 富内間45.5km
- 日本国有鉄道夕張線登川支線
  - 紅葉山（現在の新夕張） - 登川間7.6km
- 北海道旅客鉄道石勝線
  - 新夕張 - 占冠間34.3km

## 廃止区間
- 省営鉄道富内線
  - 沼ノ端 - 豊城間24.1km（1943年11月1日廃止）
- 日本国有鉄道富内線
  - 鵡川 - 豊城 – 富内間45.5km（1986年11月1日廃止）
- 日本国有鉄道夕張線登川支線
  - 紅葉山（現在の新夕張） - 登川間7.6km（1981年7月1日廃止）

## 廃止代替バス路線
- 道南バス
  - 鵡川駅前 - 富内間

## 未開業区間
- 富内 - 「ペンケオロロップナイ」 - 登川間
- 日本国有鉄道紅葉山線
  - 占冠 - 金山間 約22km